# Культура Швеції
Культура Швеції — загальне поняття до якого належать різні аспекти буття шведів: лютеранство, профспілковий рух, впевненість в собі тощо. Що врешті формує шведський менталітет (національну самоідентифікацію), сприйняття шведів чужинцями тощо. Різні історичні періоди також впливали на формування шведської культури або виражали шведську ментальність. Так Швеція скасувала рабство до середини XIV століття, також не було у шведів кріпосницького права, селянство становило близько 40 % населення, і було одним з чотирьох станів (разом з дворянами, духовенством та міщанами) в Риксдагу.

## Загальна характеристика
25 провінцій (швед. landskap) у Швеції на початку своєї історії мали поганий взаємозв'язок у Скандинавії. Тому у кожного з них є різна культура. Ці провінції давно втратили своє автономне значення як адміністративні та самостійні політичні регіони. Але, як і раніше, розглядаються як культурні регіони і населення Швеції ототожнює себе з ними. Кожна провінція має певну історію, кожен регіон зі своїм власним характером. Склад деяких з них історично формувався як відділена частина Швеції зі своїми законами. Оскільки незалежність регіону виникла через те, що була частиною іншої країни, таких як Данія, Норвегія та ін.. І тому через вплив сусідніх культур ці регіони під різним впливом сформували і різні діалекти Швеції (Північно-німецький), виникли деякі етнічні меншини. Для отримання додаткової інформації про ці культурних регіони див. статті про ландскапи (провінції).

## Звичаї

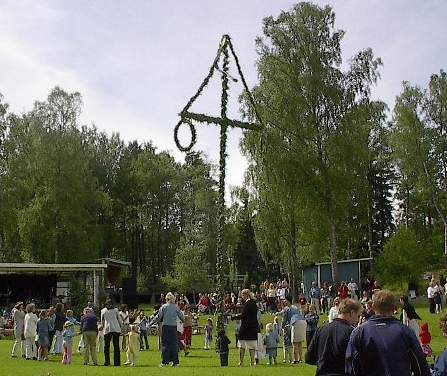
Танок навколо травневого дерева на святкуванні літнього сонцестояння в Аскерсунді

- Особливістю культури Швеції є шведська ментальність, що підтримується шведським вихованням. Одним із багатьох явищ шведської культури є принцип «лагом» швед. Lagom, аналог української стриманої добротності та християнської чесноти «здержливості» (примітка автора О. К.): це спадок вікінгів (варягів) і символ шведського життя. Його можна спостерігати серед шведів не лише в особливості поведінки, але і в одязі, в дизайні, в архітектурі тощо. Це шведська помірність, стриманість, ощадливість — нічого зайвого. Пані Шарлотт Девітт, президентка «Американського клубу Швеції», уродженка Бостону (США), прожила в Стокгольмі десять років. І у власній книзі «Звички і звичаї Швеції» вона визначає це поняття так:

|  | «Лагом - це є ключове слово для шведів, воно означає, що людина повинна задовольняти свої потреби, але не переходити межу достатності. Той же, хто прагне отримати більше, буде засуджений суспільством. У соціальному житті цей принцип реалізується в порівняно невеликій різниці між багатими та бідними». |

Шведська легенда відносить походження слова «лагом» до давньої історії країни. Часів, коли вікінги, що населяли країну в IX-XI століттях, здобували одну за одною військові перемоги. І одного разу, після однієї з таких перемог, славні воїни зібралися втамувати спрагу медовим напоєм (медовухою), після того як мед перебродив з водою. Великий келих перероблений з рогу був невеликий для гурту багатьох солдатів. Хоча напою повинно було вистачити на всіх в спільноті. Тому кожному, хто відпивав з такої посудини, слід було тільки втамувати спрагу, пригубити. Якщо ж вікінг намагався відпити більше за рахунок суспільства, тоді йому одразу нагадували: «швед. Lagot om», тобто в перекладі — «вистачить», «досить». Від чого і утворено було коротке слово «lagom» (дотримання «золотої середини»). Хоча тотальне нав'язування дотримання стриманості (згідно соціології медицини) призвело до лідерства в Європі з суїцидів серед шведів.
- Шведський етикет і педантизм схожий на німців, але не така суха суворість у шведів. Бо шведи схильні до самоіронії, полюбляють здоровий гумор. Наприклад, при відвідуванні когось, гостей очікують «хвилина в хвилину», без запізнень та без приходу раніше назначеного часу. До тосту не випивають алкоголь (тост в кінці трапези), спочатку їдять (як вірмени) для уникання швидкого захмеління (що повністю відрізняє від російської культури). А після тосту не цокаються (як росіяни), лише підіймає кожен свій келих у гору (на рівні грудей) дивлячись в очі один одному з ким ділять трапезу, потім пити після слова господаря дому: «Сколь!», в перекладі — «за ваше здоровля» (аналог українського «Будьмо»). Далі відбувається знову обмін поглядами, та ставлять порожні келихи на стіл не вимагаючи за російською звичкою упитися і завалитися під стіл або під паркан. У шведів розвинене почуття делікатності і сором'язливості[5].
- Подарунки шведи цінують суто як європейський знак уваги, ніж як азійську вартість і розкіш для нав'язування залежності від даруючого презент. Тому варто уникати для подарунків навіть абсолютно білих букетів квітів. Цінують шведи як подарунки шоколадні цукерки, митецькі картини, гравюри, хустки, вишукані напої (вино, віскі, коньяк) тощо. Отримавши подарунок кажуть «так» (аналог українського «дякую»)[5].

### Новий рік
Найчастіше не має того розмаху, якого, можливо, очікують наші туристи. У Швеції чи вважається урочистість, лише привід для парадно одягнених друзів зібратися разом, покуштувати омарів, опівночі випити келих шампанського під вірш англійського поета Альфреда Теннісона (1809—1892 рр.) «Новорічні годинник» (цей звичай існує з 1895 р.) та дати так звану новорічну обіцянку: скинути пару кілограмів, провести відпустку на курорті, відвідати в іншому місті бабусю, посадити в своєму саду троянди тощо. Іноді замість обіцянки роздають поцілунки, вітаючи один одного з Новим роком. Починаючи свято вже о 20:00, багато шведів закінчують зустріч Нового року близько 1-2 годин ночі, виходячи о 24:00 годині на 10-15 хвилин на вулицю, щоб запустити феєрверки.

### Пасха
Найголовніший весняне свято — Великдень, який традиційно трапляється раніше нашого, православного Великодня. Як і православні, шведи завзято фарбують яйця у всі кольори веселки і прикрашають свої житла фігурками курей і кроликів. А маленькі дівчатка дружно вбираються в старі бабусині спідниці, туфлі і хустки й малюють на обличчях веснянки, щоб бути схожим на відьом. У колишні часи шведи вірили в існування відьом, які згідно з переказами, щорічно у Великий четвер, що випадає перед Великоднем, летіли на Лису Гору, на зустріч із самим дияволом. Пов'язана з передвеликодньою суєтою традиція жива, і дітлахи, озброївшись мітлою і мідним кавником, ходять від одного будинку до іншого, бажаючи веселого Великодня сусідам. За це їм частенько дають тістечка, цукерки або трохи грошей.

### Різдво
Головним зимовим святом у Швеції вважається Різдво. Оскільки шведи є лютеранами, то і Різдво для них настає вже 24 грудня. Це свят вечір, підготовка до якого починається за місяць. Коли до Різдва залишається чотири тижні, шведи запалюють першу свічку на особливих свічниках, розрахованих на чотири свічки. Догоріти до кінця їм не дають — повинна розтанути тільки її чверть. Рівно через тиждень шведи запалюють дві свічки — ту саму, що згоріла на чверть, і нову. Так триває аж до Різдва — тоді на святковому столі має бути запалена остання свічка. Крім того, на столі з'являються в'ялена тріска, пряниковий будиночок або пряникове печиво і свинина. Не можна обійтися і без так званого ґльоґу, як шведи прозвали підігріте червоне вино з доданими до нього спеціями і мигдалевими горішками. Це свято суто сімейне. За столом збираються кілька поколінь, і потрапити на це дійство людині сторонній практично неможливо. Увечері один з членів сім'ї непомітно виходить з дому — найчастіше, щоб «купити газету або сигарети», — і в цю саму хвилину лунає стукіт у двері і з'являється справжнісінький бородатий Дід Мороз з цілим мішком подарунків. Треба сказати, маленькі діти з року в рік журяться, що їхній тато методично пропускають найзахопливіше видовище різдвяної ночі, поки вчергове не помітять під червоною шубою Діда Мороза знайомі джинси або рукави сорочки. Шведський Дід Мороз зветься Юльтомтеном (швед. Jultomten), або Різдвяним гномом, які вважають «жили» у Швеції задовго до появи християнства. У язичницькі часи шведи щиро вірили, що їхні будинки, сади, ліси і поля були заселені маленькими гномиками, яких час від часу треба всіляко задобрювати, щоб вони допомагали людям трудитися. Юльтомтенові ставили цілий горщик рисової каші, в яку часто клали мигдаль. Каша виставлялася на поріг, а наступного ранку шведи з побоюванням виглядали за двері: чи сподобалися гномові їхні ласощі… Порожній горщечок означав, що шведи догодили своєму «сусідові» і він буде прихильний до них весь наступний рік. Нинішні жителі Швеції, звичайно, злегка підсміюються над своїми предками, радіючи, що випадає раз на рік місцевим диким і домашнім тваринам щастя у вигляді смачної і поживної каші. Нинішні шведи не відрізняються марновірством, як і раніше кладуть кілька ложечок прикрашеної мигдалем рисової каші на окрему тарілочку — «про всяк випадок».

### День забродженого оселедця
Заброджений оселедець володіє різким, неприємним запахом, який здатні витримати далеко не всі шведи (недосолений оселедець з прянощами і перцем тримають пару днів на сонці, де починає бродити, проте їдять його перш, ніж він встигає протухнути). Зате ті, хто долає своєрідний «аромат», стверджують, що смак у цієї риби просто чарівний. Свята раків і оселедця з душком не вважаються державними. Такого роду «свят» у Швеції вистачає: в «день батька» татам дарують краватки, а в «день матері» мам виводять у ресторан. На Благовіщення, що відзначається 25 березня, поїдають вафлі, а на християнський жирний вівторок прийнято їсти так званий «семлур» (швед. semlor) — пшеничні булочки з солодкою мигдалевою начинкою. Не забувають шведи і про власні дні народження, які, щоправда, відзначаються, не настільки широко, як в Росії: за звичаєм родина будить іменинника піснями і подають у ліжко каву з тортом і подарунками.

### Вальпургієва ніч і свято літнього сонцестояння
Знаменний весняний день для шведів є Вальпургієва ніч, що випадає на 30 квітня. Цього дня по всій Швеції палять багаття і співають весняні пісні. Студенти надягають спеціальні білі кашкети, які зберігають потім все своє життя (по цій кепочці легко визначити, в якому вузі навчаються студенти, — кожен навчальний заклад має свої «стандарти» і моделі). Прихід весни вшановують також і хлопавками з феєрверками та алкоголем. Така святкова ніч поступово перетікає в перше травня, День праці, коли шведи висипають на вулиці, об'єднуючись в натовпи демонстрантів. Робітники вимагають більш високих зарплат, рівноправності, скорочення робочого дня, міжнародної солідарності — підстав для демонстрацій завжди вистачає. Найяскравішою подією літа є свято літнього сонцестояння, яке відзначається у вихідні, найближчі до 21 червня. Дівчата напередодні нерідко виходять в поле або на луг — за переказами, якщо їм вдасться сплести вінок з семи видів квітів, вони побачать уві сні свого судженого. У сам день свята в містах і селах споруджуються обплетені листям і квітами жердини, навколо яких одягнені в національні костюми шведи водять хороводи, танцюють і співають. До столу подається молода картопля з кропом, оселедець і горілка. Бенкети тривають і в серпні. Саме тоді у Швеції починається сезон лову раків, для поїдання яких існують навіть змагання, і шведи із задоволенням надягають своєрідні «слинявчики» і спеціальні ковпачки, прикрашають столи серветками із зображенням раків, підвішують на вікно паперове сонце, в яке вставляється свічка, наповнюють келихи пивом — і приступають до трапези.

### Червоні дерев'яні будиночки
Кожен швед мріє про малесенький дерев'яний будиночок пофарбований в червоний колір, що стоїть де-небудь в лісовій глушині. Найкраще, якщо неподалік буде спокійне озеро, в якому можна купатися і ловити рибу. Просто зробити навколо води пішу прогулянку або прокотитися на велосипеді, щоб возз'єднатися з природою, слухаючи шелестіння листя й щебетання птахів, від чого не відмовиться жоден швед. Охайні будиночки увійшли в моду нещодавно, змістивши старі зруби і хати, які у Швеції можна побачити в краєзнавчих музеях. Червоною фарбою покривати будинку стали не випадково. Коли в центральній частині країни було виявлено родовище міді, то місцеві мешканці одразу взялися за виробництво фарби. В ті часи найкращі європейські будівлі викрашувалися в «королівський» червоний колір, а тому небагаті селяни, отримавши доступ до дешевого червоного пігменту, поспішили пофарбувати свою країну, надавши їй, з одного боку, більш солідний вигляд, а з іншого боку, покривши свої житла додатковим захисним шаром, зберігаючи доми від цвілі й вогкості. Незабаром виявили червоні будиночки мало не в кожного другого бідняка, тому популярним став і жовтий колір.

## Література

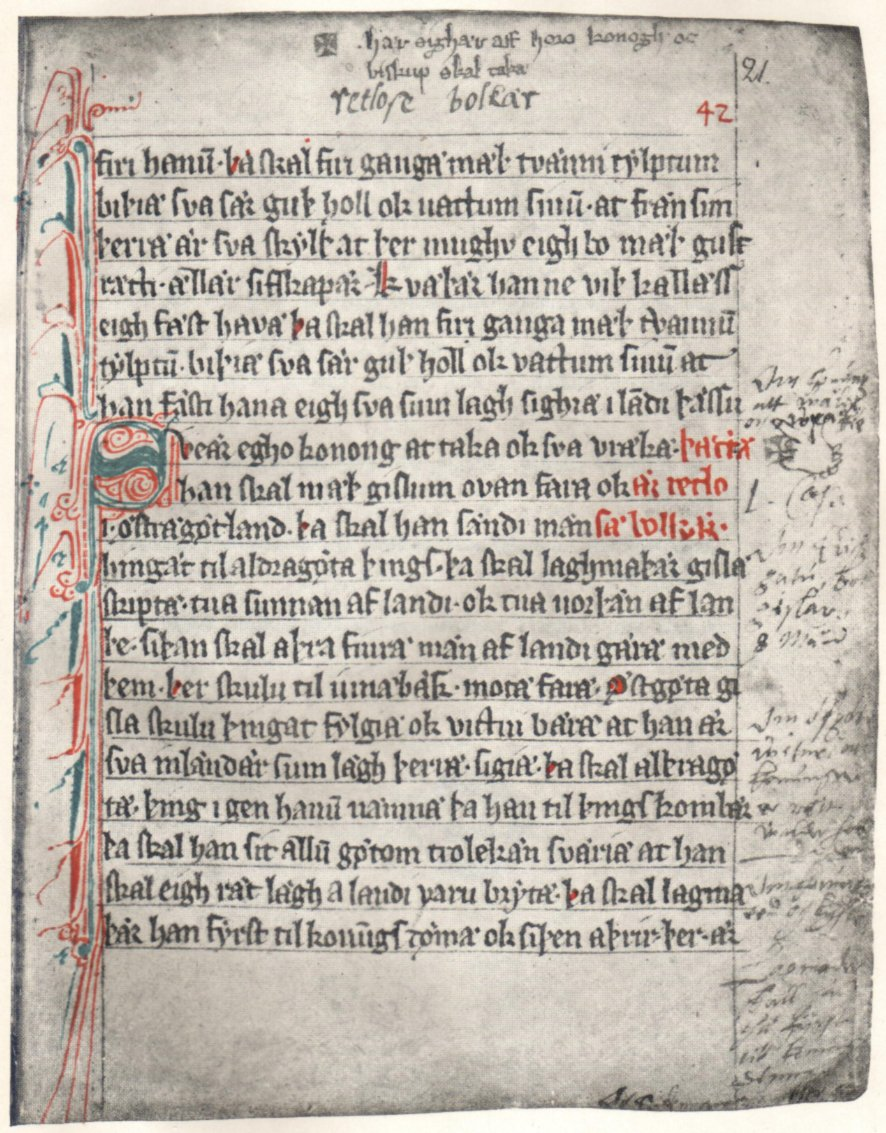
Зразок тексту шведського закону 1280 р. (21 сторінка Закону Готланда)

## Фольклор
Відомі шведські фольклористи Ларс Леві Лестадіус, Йон Бауер та ін..

### Прислів'я та приказки
Шведську душу, шведський світогляд можемо пізнати через народну мудрістю аналогічно українській культурі, дослідження етнографії.
- «Все добре в міру» (швед. Allt är lagom)[13].
- «Краще мовчати, ніж зле говорити» (швед. Bättre tiga, än illa tala).
- «Не рий яму іншому — сам в неї потрапиш» швед. Den som gräver en grop åt andra faller ofta själv däri
- «Всі методи хороші, крім поганих» (швед. Alla sätt är bra utom de dåliga).
- «Найкращий захист — це напад» (швед. Anfall är bästa försvar).
- «Злидні зцілюють від гордині» (швед. Armod botar högmod).
- «З маленьких поросят виростають великі свині» (швед. Av små grisar blir det stora svin).
- «Краще втекти, чим погано фехтувати» (швед. Bättre fly, än illa fäkta).
- «Краще пізно, ніж ніколи» (швед. Bättre sent, än aldrig).
- «В гостях добре, а вдома краще» (швед. Borta bra men hemma bäst).
- «Колись дитина обпікшись вже боїться вогню» (швед. Bränt barn skyr elden).
- «Вино входить — розум виходить» (лат. Där vinet går in går vettet ut)
- «Смерть для одного — хліб для іншого» (італ. Den enes död, den andres bröd)
- «За все хапатися — все втратити» (італ. Den som gapar efter mycket mister ofta hela stycket)
- «Що ховається під снігом, з'являється у відлигу» лат. Det som göms i snö, kommer upp i tö)
- «Поживемо — побачимо» 9ісп. Den som lever får se)
- «Хто спить — не грішить» (англ. Den som sover syndar icke)
- «Той, хто береже, той має» (італ. Den som spar han har)
- «Мовчання — знак згоди» (фр. Den som tiger han samtycker)
- «Хто ризикує, той перемагає» (ісп. Den som vågar, han vinner)
- «Хто чекає щось хороше, ніколи не чекає занадто довго» (англ. Den som väntar på något gott väntar aldrig för länge)
- «Немає лиха без добра» (англ. Det är inget ont som inte har något gott med sig)
- «Своє вогнище — золоте» (англ. Egen härd är guld värd)
- «Ланцюг не міцніше свого самої слабкої ланки» (ісп. En kedja är inte starkare, än sin svagaste länk)
- «Поганий мир краще доброї сварки» (ісп. En mager förlikning är bättre, än en fet process)
- «В здоровому тілі здоровий дух» (ісп. En sund själ i en sund kropp)
- «Сила в єдності» (ісп. Enighet ger styrka)
- «Чиста совість — найкраща подушка» (англ. Ett gott samvete är bästa huvudkudden)
- «Бідність не порок» (нім. Fattigdom är ingen skam)
- «Старе кохання ніколи не іржавіє» (грец. Gammal kärlek rostar aldrig)
- «Пізнаючи себе, пізнаєш інших» (італ. Genom sig själv känner man andra)
- «У жадібності немає дна» (італ. Girigheten har ingen botten)
- «Забудь і прости» (ісп. Glömma och förlåta)
- «Трава завжди зеленіша з іншої сторони галявини» (ісп. Gräset är alltid grönare på andra sidan)
- «Бог допомагає тим, хто допомагає собі сам» (фр. Gud hjälper den som hjälper sig själv)
- «Золота вуздечка не робить коня кращим» (англ. Gyllene betsel gör inte hästen bättre)
- «Помста є солодкою» (фр. Hämnden är ljuv)
- «Тримати вітрило човна на вітру» (грец. Han vänder kappan efter vinden)
- «Якщо сказав А, то повинен сказати Б» (англ. Har man sagt A, måste man säga B)
- «Допоможи собі сам, тоді Бог допоможе тобі» (англ. Hjälp dig själv, så hjälper dig Gud)
- «Голод (піст) — найкраща приправа» (грец. Hungern är den bästa kryddan)
- «На війні і в коханні всі засоби дозволені» (італ. I krig och kärlek är allting tillåtet)
- «Ніхто не знає все, але всі знають дещо небагато» (швед. Ingen kan allt, men alla kan något)
- «Друзі пізнаються в біді» (швед. I nöden prövas vännen)
- «Немає троянди без шипів» (швед. Ingen ros utan tornen)
- «Чим більше кухарів, тим гірше суп» (швед. Ju flera kockar, dess sämre soppa)
- «Якщо холодні руки — то гаряче серце» (швед. Kalla händer varmt hjärta)
- «У милої дитини багато імен» (швед. Kärt barn har många namn)
- «Не кидайте каміння в скляному будинку» (швед. Kasta inte sten i glashus)
- «Одяг робить людину» (швед. Kläderna gör mannen)
- «Лінивий кравець бере довгу нитку» (швед. Lat skräddare tar lång tråd)
- «Дешево дісталося, легко загубилося» (швед. Lätt fånget, lätt förgånget)
- «Невелика допомога краще, ніж ніякої допомоги» (швед. Lite hjälp är mer, än ingen hjälp)
- «Маленька купина великий віз може збочити» (швед. Liten tuva stjälper ofta stort lass)
- «Удача супроводжує сміливих» (швед. Lyckan står den djärve bi)
- «Всяк сам собі ближче» (швед. Man är alltid sig själv närmast)
- «Людина чує те, що хоче чути» (швед. Man hör vad man vill höra)
- «Один пиріг два рази не з'їси» (швед. Man kan inte både äta kakan och ha den kvar)
- «Старих собак сидіти не вчать» (швед. Man kan inte lära gamla hundar att sitta)
- «Людина повинна навчитися повзати перш, ніж почне ходити» (швед. Man måste lära sig krypa innan man kan gå)
- «Не треба літати вище, ніж можуть підняти крила» (швед. Man ska inte flyga högre, än vingarna bär)
- «Не оцінюйте собаку з хутра» (швед. Man skall inte döma hunden efter håren)
- «Не пили гілку, на якій сидиш» (швед. Man skall inte såga av den gren man själv sitter på)
- «Не треба витрачати порох на мертвих ворон» (швед. Man skall inte spilla krut på döda kråkor)
- «Говоріть з селянами мовою селян, а з вченими на латині» (швед. Man skall tala med bönder på bönders språk och med lärde män på latin)
- «Коли йде дощ з каші, у бідняка немає ложки» (швед. När det regnar välling har den fattige ingen sked)
- «Коли чорт старіє, він стає священиком» (швед. När djävulen blir gammal blir han präst)
- «Коли гармати говорять, базіки мовчать» (швед. När kanonerna talar, tiger pratmakarna)
- «Коли кота немає вдома, миші танцюють на столі» (швед. När katten är borta dansar råttorna på bordet)
- «Необхідність — мати винаходів» (швед. Nöden är uppfinningarnas moder)
- «Нужда закону не знає» (швед. Nöden har ingen lag)
- «Біль усувається болем» (швед. Ont ska med ont fördrivas)
- «Камінь, що котиться, мохом не обростає» (швед. På rullande sten växer ingen mossa)
- «Гроші не ростуть на деревах» (швед. Pengar växer inte på träd)
- «Не хвали день до заходу сонця» (швед. Prisa ej dag förrän sol gått ner)
- «Навіть у маленьких горщиків теж є вуха» (швед. Små grytor har också öron, Även små grytor har öron)
- «Який господар, така й собака» (швед. Sådan herre, sådan hund)
- «Повільно, але вірно» (швед. Sakta men säkert)
- «Не став все на одну карту» (швед. Sätt inte allt på ett kort)
- «Кожен сам собі найкращий слуга» (швед. Själv är bästa dräng)
- «Зовнішність оманлива» (швед. Skenet bedrar, Utseendet bedrar)
- «Добре сміється той, хто сміється останнім» (швед. Skrattar bäst som skrattar sist)
- «Одним ударом убити двох мух» (швед. Slå två flugor i en smäll)
- «Маленькі крихти хлібу теж хліб» (швед. Små smulor är också bröd)
- «Як старі співають, так щебечуть молоді» (швед. Som de gamla sjunger, så kvittra de unga)
- «Як постелиш, так і поспиш» (швед. Som man bäddar får man ligga)
- «Великий на словах, маленький у справах» (швед. Stor i orden, liten på jorden)
- «У могильного савана немає кишень» (швед. Svepningen har inga fickor)
- «Порожні бочки гримлять голосніше» (швед. Tomma tunnor skramlar mest)
- «Третій зайвий» (швед. Tre är en för mycket)
- «Звичка людини — його друга натура» (швед. Vanan är andra naturen)
- «У кого що болить, той про те і говорить» (швед. Varav hjärtat är fullt, därav talar munnen)
- «Чесність триває довше всього» (швед. Ärlighet varar längst)
- «Навіть найкращі люди роблять помилки» (швед. Även de bästa kan göra misstag, Även mästaren kan fela)
- «Навіть сліпа курка знайде зерно» (швед. Även en blind höna finner ett korn)
- «І на сонці є плями» (швед. Även solen har sina fläckar)
- «Шлях до серця чоловіка лежить через його шлунок» (швед. Vägen till mannens hjärta går genom magen)
- «Небезпечно сидіти на високих стільцях» (швед. På höga stolar sitter man inte säkert)[14].
- «Ніхто не знає кожного, але кожен знає щось» (швед. Ingen kan allt, men alla kan något).
- «Нащо будуть тут яйця вчити курку, як нестися» (швед. Skall (vill) ägget lära hönan värpa)).
- «Чим наповнене серце, про те рот і говорить» (швед. Varav hjärtat är fullt därav talar munnen).
- «Тривожні думки створюють маленьким речам великі тіні» (швед. Störande tankar skapar små saker stora skuggor).
- «Любов не терпить змушування» (швед. Kärleken tål inget tvång).
- «Коли говорять про тролів, вони з'являються в сінях у сараї» (швед. När man talar om trollen star de i farstun).
- Також чітко, як і «амінь» у церкві.
- «Спозаранку отримуєш золото в рот» (швед. Morgonstund har guld i mun).
- «У нього хитра лисиця ховається за вухом» (швед. Han har en räv bakom örat).
- «Люби мене тоді, коли я найменше цього заслуговую, бо саме тоді я потребую цього найбільше» (швед. Älska mig när jag minst förtjänar det, eftersom det är då jag behöver det mest)[15].
- «Життя — це не лише танець на трояндах» (швед. Liv är ingen dans på rosor).
- «Бог дає кожній птиці хробака, але він не кидає його в гніздо» (швед. Gud ger varje fågel en mask, men han inte kasta det i facket).
- «Вовк залишається вовком, як би добре за ним не доглядали» (швед. En varg förblir en varg, hur man, än behandlar honom).
- «Ніхто не буває так святий, як той, у кого немає поганих думок» (швед. Ingen är så helig som den som inte har dåliga tankar).

### Пісні

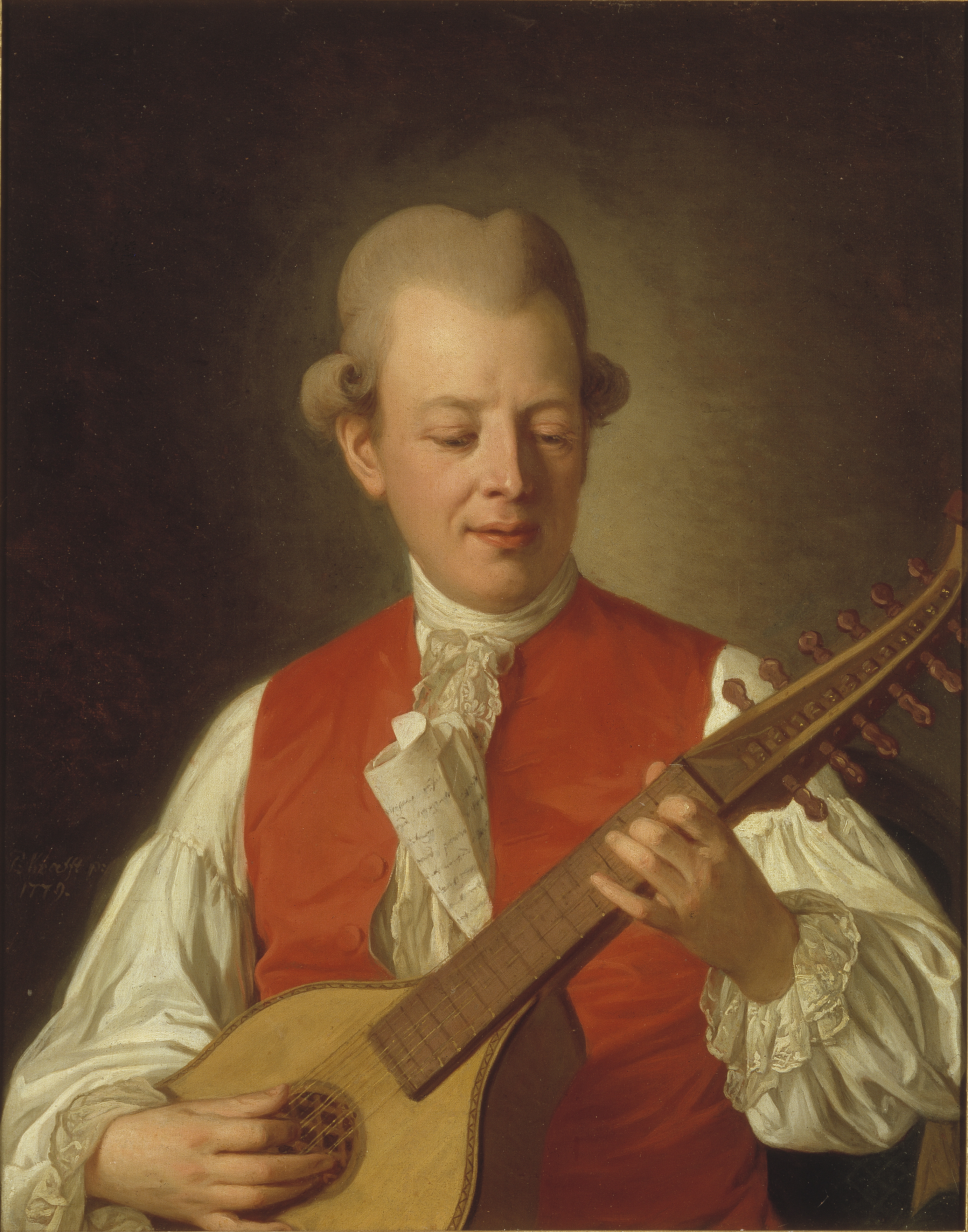
Карл-Мікаель Бельман (картина Пер Крафта Ельдера, 1779 р.)

- Відомі шведські народні пісні «Балада про херрє Маннеліге», «Балада о херре Хольгере», «Божі музики» (швед. Guds spelemän), «Горе Хілле» (швед. Hilla Lilla), «Перевертень» (швед. Varulven) та ін.[16].

## Шведський духовний світ
- Сучасний духовний світогляд шведів сформований підо впливом християнства та язичництва. Для ліпшого пізнання слід відрізняти шведів (етнос) та громадян Швеції (емігрантів з інших народів). Шведи зберігаючи свою культуру (самоідентифікацію), знаходячись в еміграції серед чужинців (в діаспорі), здатні не асимілюватися, а зберігати себе як націю.

## Мистецтво

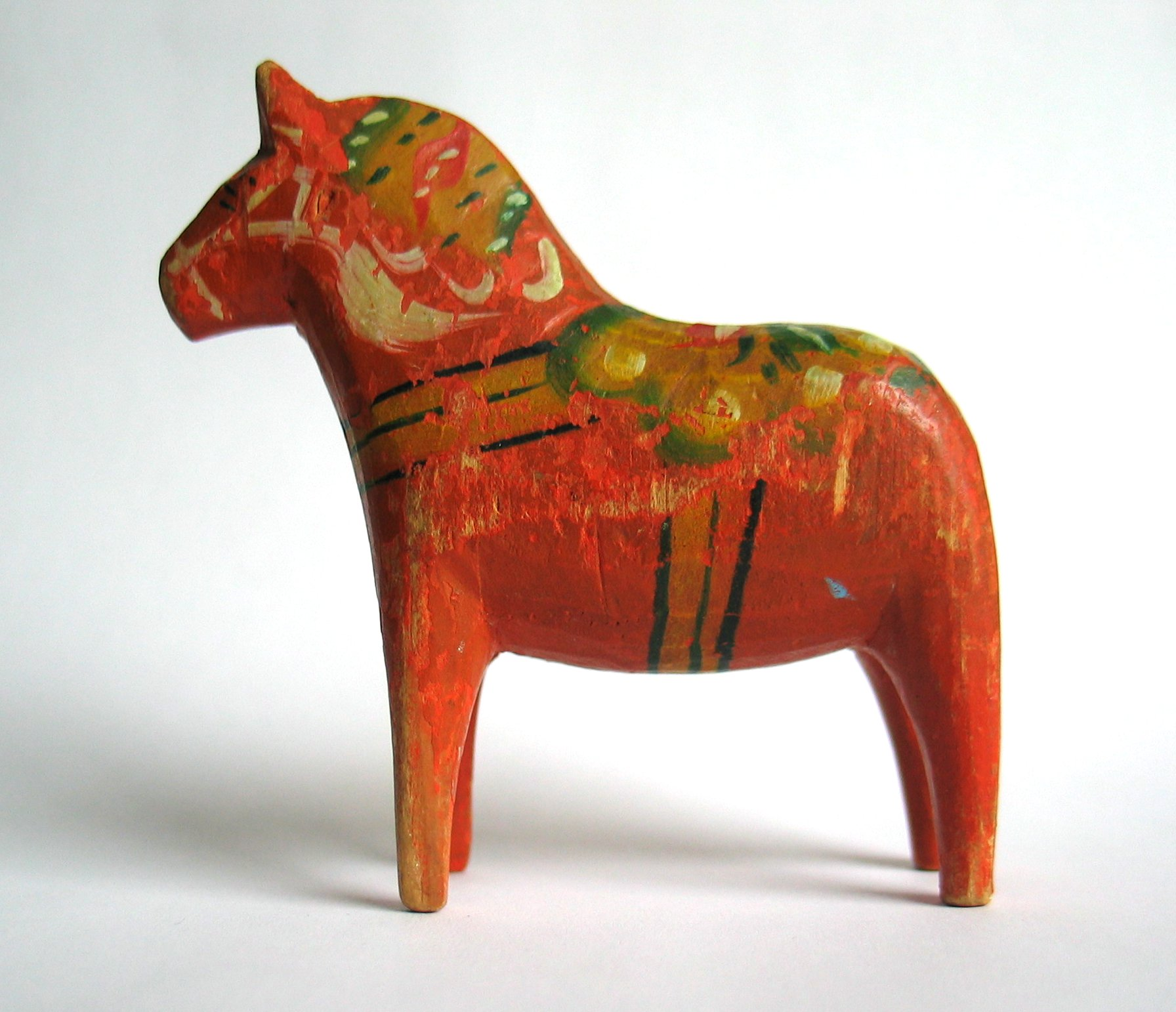
Старовинне ремесло — виробляти з XVI ст. дерев'яних «Далекарліанських коней» (1950 р., висота коло 5,5 см)

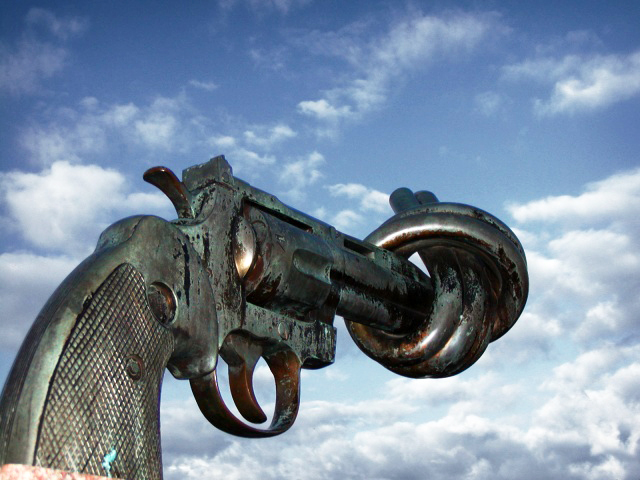
Скульптура «ні — насиллю» (Карл Фредерік Ройтешворд, Мальме)

Стародавні залишки шведського мистецтва знаходяться в церкві: настінні фрески, вівтарна частина тощо. Що представляють релігійні переконання, орієнтовані на чистилище, диявола, Ісуса Христа і Діву Марію. У XIX столітті маляр Карл Ларссон (1853—1919 рр.) сформував образ ідилічного будинку сільської місцевості з його наївними мальовничими ілюстраціями.

### Архітектура

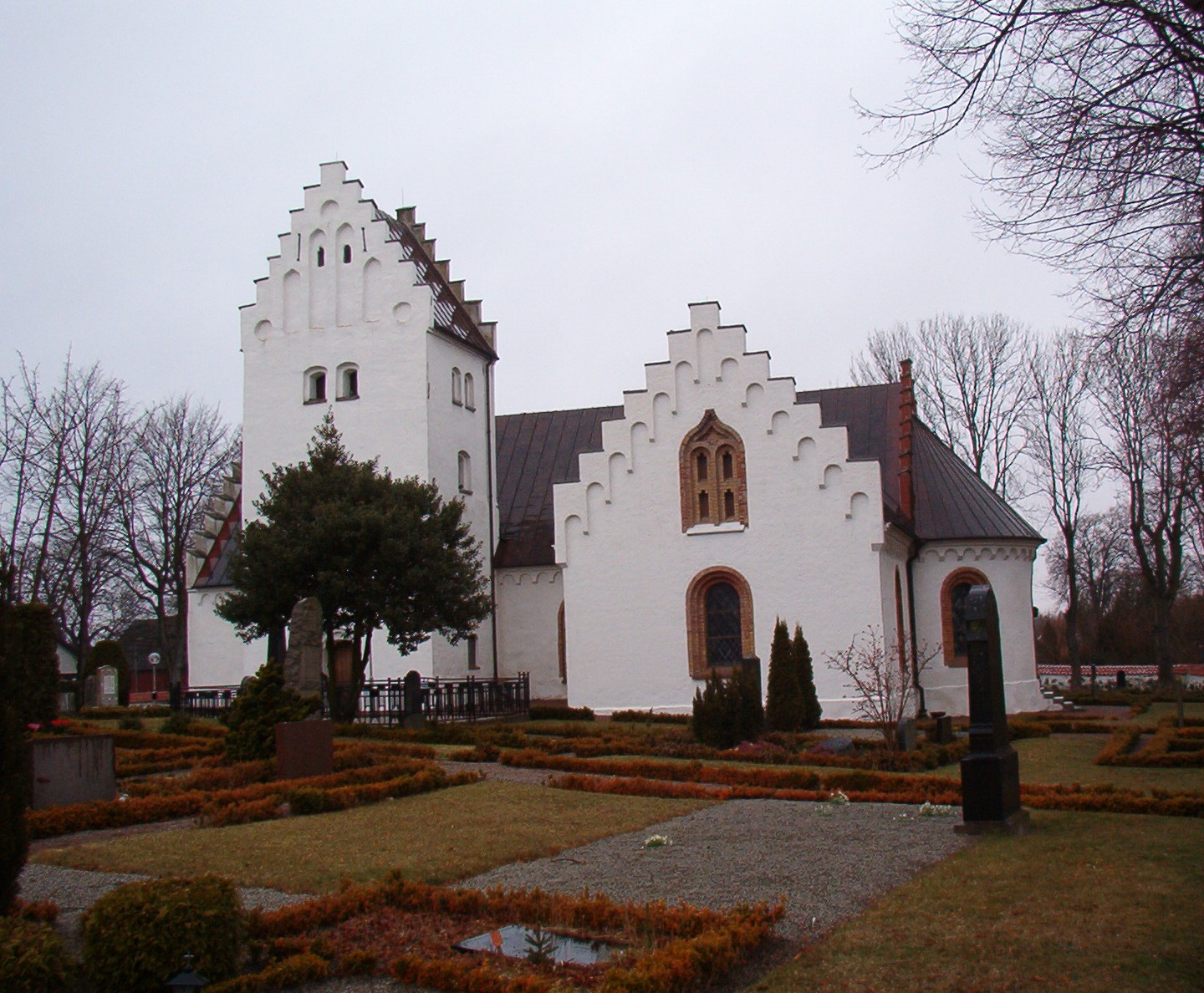
Середньовічна церква в Оксе (Сконе) з типовими сходинками на фронтоні

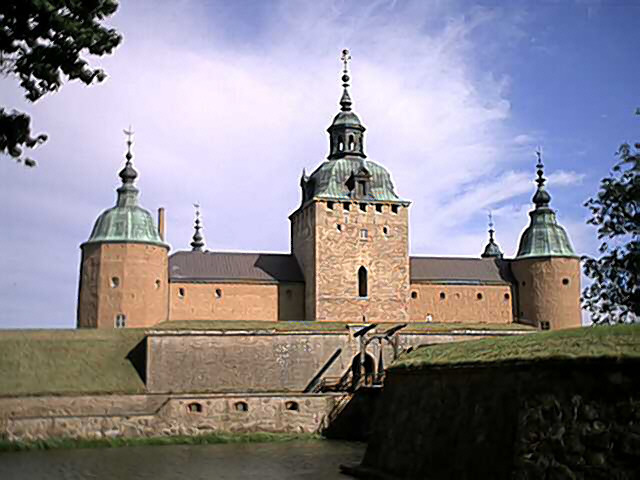
Кальмарський замок

Старі будівлі збереглися у Швеції з 11-го століття, зроблені з каменю. Найбільш ранні цегляні будівлі були зведені наприкінці 13 століття. Найважливішим будівельним матеріалом, з ранніх доісторичних часів і в 20-го столітті — дерево. Шведського кам'яними спорудами є церкви в сільській місцевості. Багато з них були побудовані в Сконе, стилістично схожі на данські церкви. Це прекрасний собор Лунда з 11-го століття, і кілька молодший церков в Dalby, але й багато ранніх готичних церков, побудованих під впливом Ганзейського союзу, наприклад, в Ystad, Мальме і Хельсінгборг.
Собори в інших частинах Швеції були побудовані як місце єпископів Швеції (катедри). Собор є у Скара з цегли з 14-го століття, і собор Уппсали, будування якого завершено у 1435 р. (165 років після початку будівництва). У 1230 р. собор Лінчепінгу був закладений, використаний був вапняк для будівничого матеріалу, і спорудження відняло близько 250 років часу, щоб завершити.
Середньовічні структури — фортифікаційні споруди та інші історичні будівлі, такі як Borgholm замок, Eketorp фортеця (в Еланді) і м. Вісбю (стіни). У 1520-ті роки, Швеція вийшла з середньовіччя і ще раз підтверджувала свою незалежність на чолі з королем Густавом Васою. Шведський цар розпочав програму будівництва великого особняка і фортеці для оборони, і для представлення нової монархії, багато з цього було продовжено його сином в другій половині віка. До більш значних з них належать замок Kalmar, Gripsholm і Vadstena. Протягом наступних двох століть, Швеція була місцем побудови в стилі бароко, а потім рококо. Відомі реалізовані проєкти тогочасся є в м. Карлскруна, які були внесені до списку Всесвітньої спадщини. Палац Дроттнінгхольм і Стокгольмський королівський палац, досі офіційна резиденція шведського монарха.

## Психологічний тип шведів
- Психологічний портрет шведів формували не лише її найкращі особистості культури, але і історична пам'ять народу під впливом інших європейських народів.
- В одязі помірність позначається в неяскравих фарбах, у строгих фасонах. В архітектурі і дизайні — в економних формах, мінімалізмі, який став модним у всьому світі. Шведи шанують «Закон Янте»: «Жодна людина не повинна вважати, що вона розумніша, краща, освіченіша і взагалі більш значна, ніж інші. Не думай, що ти собою являєш щось унікальне, не допускай, щоб в очах оточуючих людей ти виглядав, як виняток». Цілком нормальний та успішний швед всіляко намагатиметься здаватися нітрохи не кращим за оточуючих у суспільстві собі подібних осіб[17].
- Шведи є педантичними особами, вони пунктуальні та стримані, не виражають бурхливих емоцій, для них важлива етика поведінки: навіть при розмові в гурті якщо не надавали вони права співрозмовникові називати своє ім'я — обурюються. Вони помірковані патріоти, мають самоіронію та цинізм: Вважають краще виражати патріотизм реальними ділами до народу (і себе як частини народу) ніж «танцювати навколо національного прапору» на мітингах і демонстраціях. Шведів відрізняє аристократизм характеру, скромність, правдолюбність, волелюбність — не сприймають будь-який тиск[18][19].
- Шведи в більшості мовчазні, закомплексовані, сором'язливі, бояться заводити нові нестабільні знайомства, стримані у вже встановлених стосунках, заздрісні, помірні у всьому, законослухняні громадяни. Шведи не прагнуть виставляти себе в занадто позитивному світлі, оскільки не потребують самоствердженні. Шведи ревниві — якщо швед критикує своїх співвітчизників або свою країну, це не означає, що так само можуть робити іноземці (не шведи). Почуття національної гордості сильне в душі кожного шведа, але вони не виражати цього відкрито вважаючи непристойним таку занадто емоційну поведінку[20].

## Національні свята
- 1 січня — Новий рік;
- 6 січня, 4 березня, 12-13 травня, 25-26 грудня — Різдво;
- 6 червня — день шведського прапора від 1809 року[21].

## Кухня

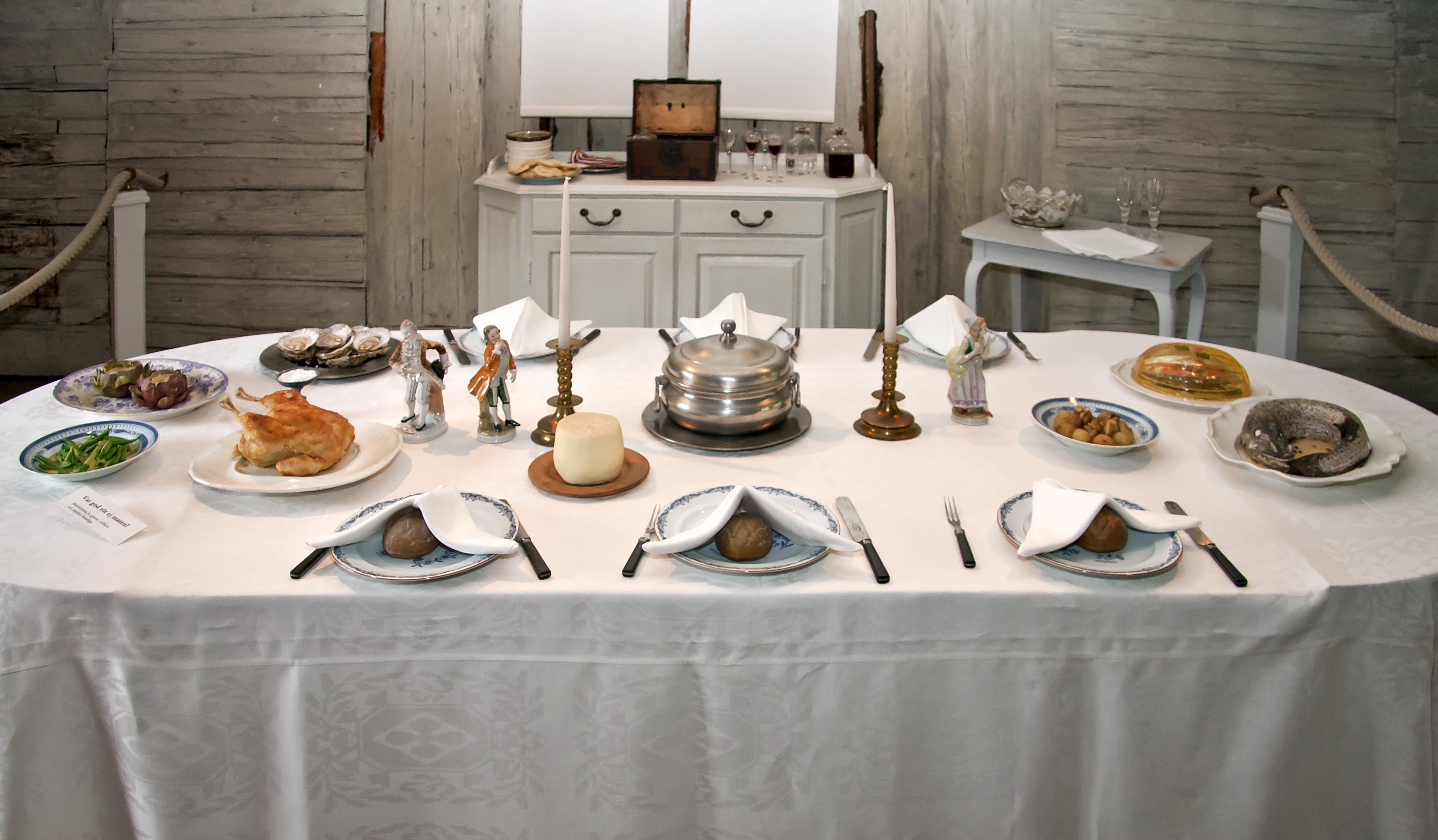
Сервірування столу на вечерю 1700-х років у Еребру (меблі й посуд нові в стилі 1700-х років)

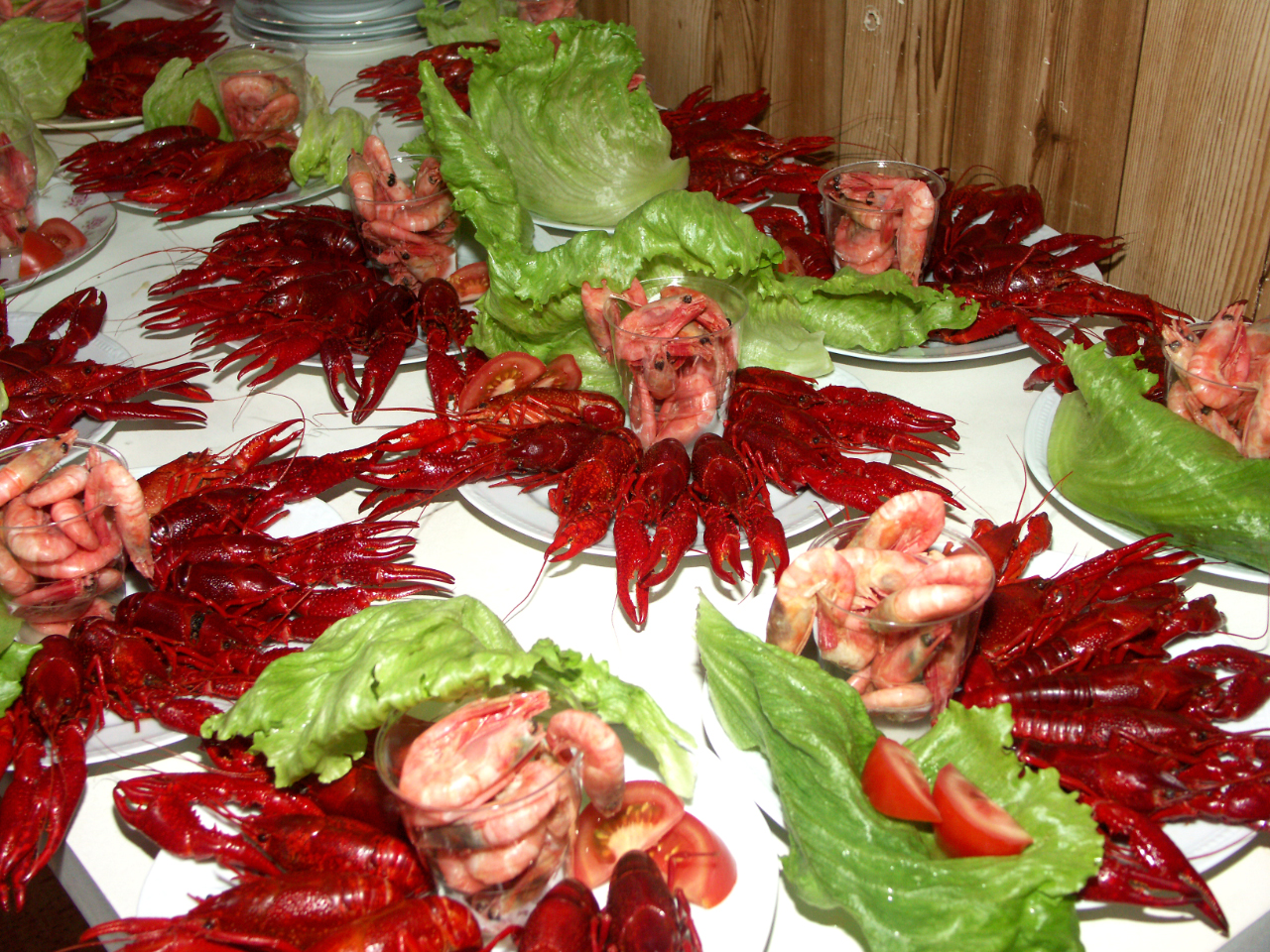
Креветки та раки, святкова частина шведської кухні, коли шведи можуть заспівати чимало пісень

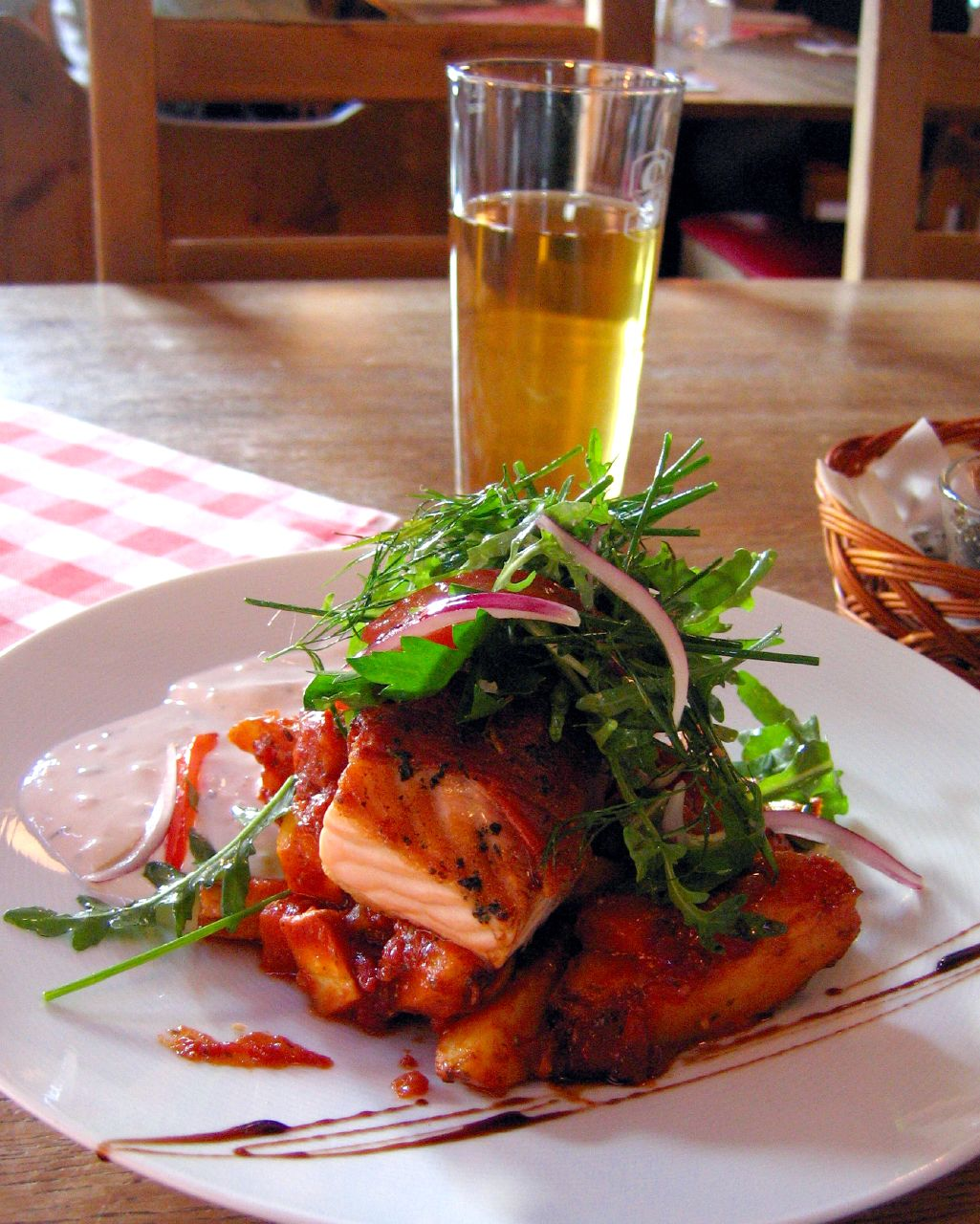
Лосось на грилі з шампурів — сучасна шведська страва

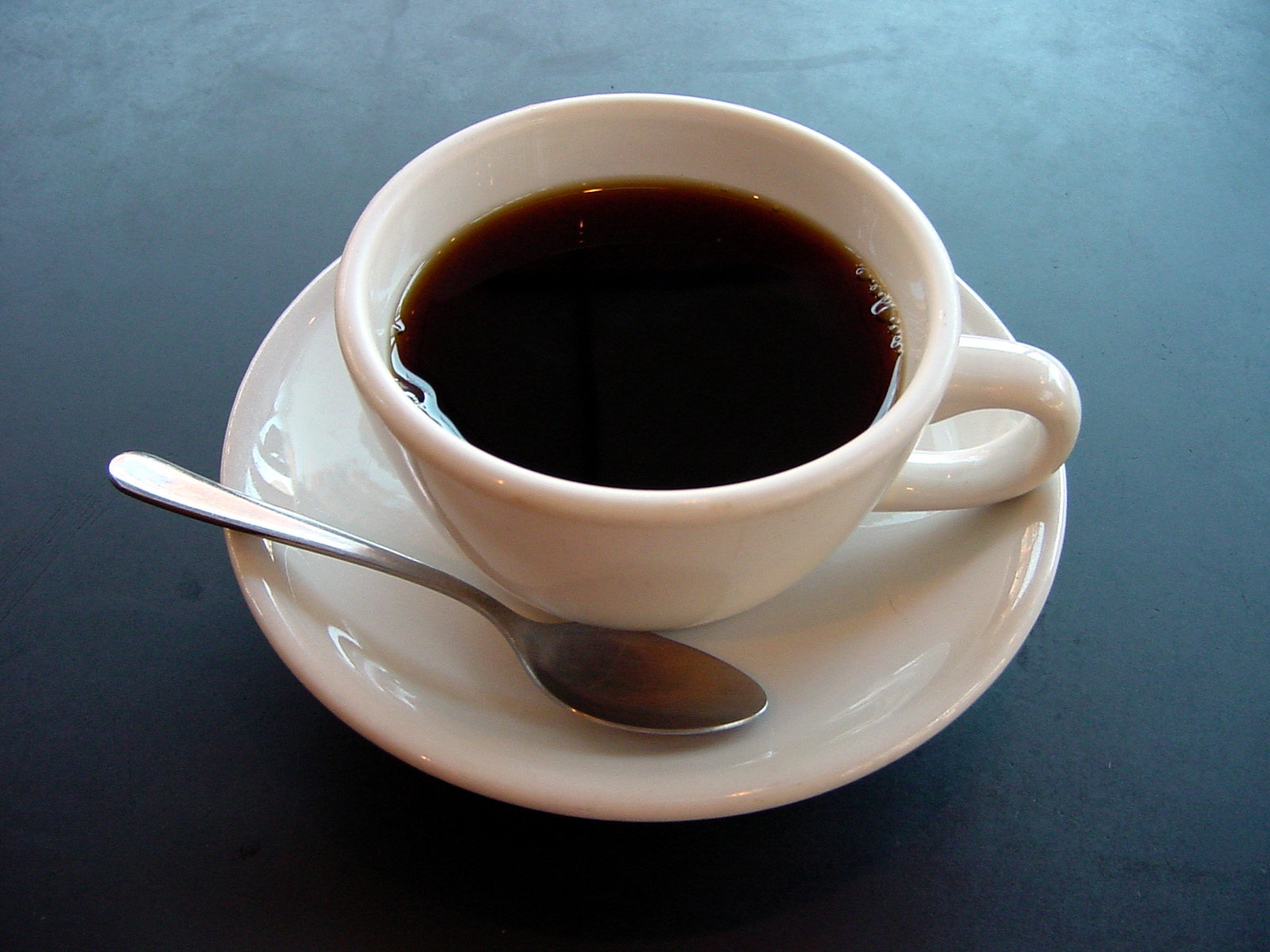
Філіжанка міцної кави

Стереотипне сприйняття в Україні та інших пострадянських країнах поняття «шведський стіл» в Швеції називається «європейський буфет», походить від шведської економічної політики «капіталізм з соціалістичним обличчям», з впливом на світовий туризм — «все включено» (англ. all inclusive)
Класичні шведські страви — це картопляне пюре з оселедцем, «мітболлс» (м'ясні кульки) з цибулинним соусом, гороховий суп. Варіантів приготування оселедця більше як двадцять: маринований, солоний, копчений, смажений, варений, квашена в банці (цілий рік для отримання сильного запаху смердючості, аналог зацвілого французького твердого сиру). А також, — оселедцева ікра з різними соусами (для любителів гострих смакових відчуттів або ласунів, для дітей і для вегетаріанців, зі всілякими добавками).
- З салатами лосось солоний, маринований, копчений або запечений. Коронна страва з лосося називається «гравлакс» — з цукром, сіллю і кропом.
- «Спокуса Янссона» — картопляна запіканка з анчоусами, із додаванням цибулі й вершків.
- Свинина (або сало) запечене в яйцях, гірчиці й овочах, — це національна шведська шинка.
- Оленина — шведський делікатес.
- Темний квасолевий суп зі шпиком, курка засмажена в глині, в'ялене м'ясо та рибні страви[5]
- Каву громадяни Швеції вживають безмежно (на кожного шведа припадає 1117 чашок на рік, трохи більше тільки в сусідній Фінляндії). Способів приготування напою тут десятки: кава з вершками, закип'ячена на молоці, заварена з прянощами і ромом тощо. Чотири століття тому тут з'явилася кава, шведи стали великими пошановувачами приготування кави. Цікавий шведам психологічний аспект сприйняття цього напою. Цей напій вони вважають універсальним засобом створення гарного настрою, релаксації, взаєморозуміння. Пиття кави також важливий ритуал ділового життя. В офісах і університетах двічі на день вранці і о третій годині пополудні робота зупиняється на «кавову перерву». Варто підмітити звичку шведів — не висовуватися і не виділятися серед інших в громаді. Той хто продовжуючи працювати начебто показує, що відрізняєтеся від інших. — Шведська кухня традиційно практична й витримана. Крім пива, молока, соків, мінеральної води шведи вживають сидр солодкий і фруктовий у великій кількості, як пиво. Однак, удома споживають алкоголь менше, ніж у багатьох інших європейських країнах, через державну монополію на придбання алкогольних напоїв, за винятком ресторанів і барів[22].
- Швеція — одна з найбільш слабоалкогольних країн у світі. На одну душу населення тут припадає 6 літрів алкоголю на рік, удвічі менше, ніж у Франції з її 12 літрами, не кажучи вже про Росію — 14,2 літра на людину, включаючи немовлят і бабусь. Хоча в середині минуло століття, шведи страждали на алкоголізм. І уряд жорстко взяло справу в свої руки: Підвищенням цін на алкоголь, вся роздрібна торгівля спиртним була віддана державі, в так звану мережу «Система». У приватних крамниць залишилося лише пиво і неміцне вино. Крім того, були введені суворі обмеження щодо часу продажу (з 9 до 18 год. у робочі дні, з 10 до 14 год. в суботи). Є обмеження щодо віку покупців: не молодше 20 років, з пред'явленням паспорта. Держава суворо стежить за тверезим способом життя співгромадян, і уряд досяг в цьому успіхів. Найпопулярніший напій — пиво. Навіть якщо трапилося шведові сильно напитися, то він всі сили зосередить на тому, щоб іти не хитаючись і дістатися до будинку, щоб уникнути ганьби притаманного російській культурі (впасти де-небудь п'яним на вулиці). Що у шведів є близьким до ментальності українців.
- Шведський солодкуватий, приємний на смак хліб, хрусткі хлібці.
- Десерт «а-ля Мальта»: Рисова каша зварена в молоці з ваніллю, остуджена потім, і збита з вершками та мандаринами.
- Груші зварені в червоному вині.
- Парфе з ягодами морошки: жовтки збиваються з цукром, вершками і морошковим варенням, а потім сильно охолоджуються. Саме цей делікатес подається на солодке (десерт) під час бенкетів на честь нобелівських лауреатів. Моршку шведи полюбляють вживати в сирому виді та з молоком. Взагалі любі ягоди займають почесне місце в національній кухні. «Ягідна королева» Швеції — це суниця. Кілька ягід суниці нанизаних на довгу травинку є подарунком, який підносять на знак любові, символ шведського кохання (інтимних стосунків). Лісову чорницю готують з вершками і цукром. Варення з брусниці подається до будь-яких м'ясних страв.

Шведські кухарі перемагали на багатьох міжнародних змаганнях, на конкурсі кулінарів в Парижі посіли друге місце саме завдяки своїй страві з лісовими ягодами.
Шведи люблять готувати численні солодкі булочки, тістечка, печива (напр. імбирне печиво — з неповторно гострим, гіркувато-терпким смаком). Шведські патріотично налаштовані кухарі протистоять впливу іноземних страв, вони вигадують нові страви, де змішують рецепти національні і зарубіжні.

## Одяг

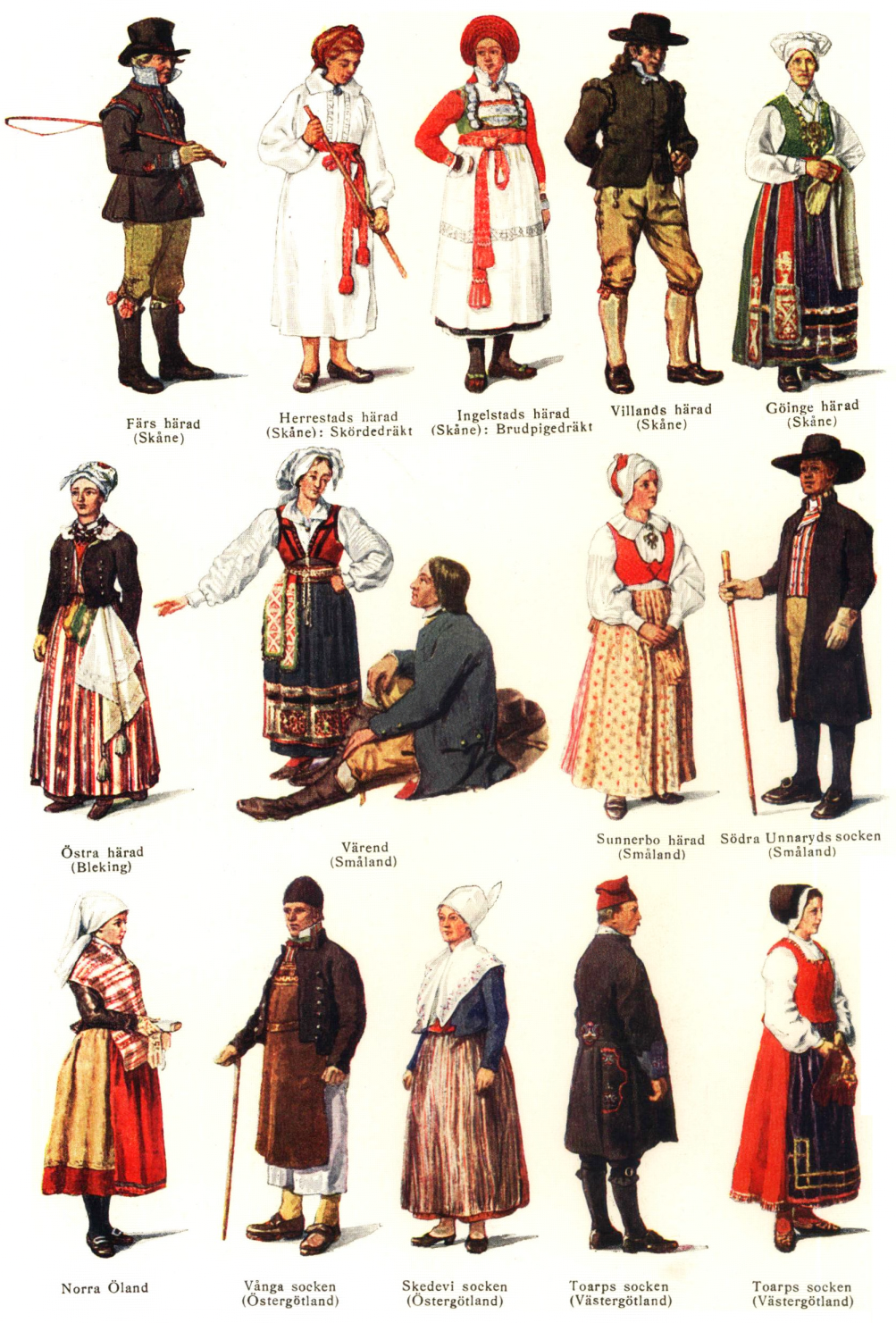
Національне вбрання шведів

- Сучасний одяг має міжнародний вплив, але традиційні шведські національні костюми іноді носять у особливі випадки. Ці костюми мають яскраві барви. У дослідженнях сучасних вчених простежується тенденція вважати народний костюм інструментом формування національної ідентичності. Політика пристосовує народну культуру до вимог часу, створює нові традиції. Так справа є з «національним костюмом» у Швеції. Інтерес до народного костюму в цій країні пов'язаний, з одного боку, з інтересом до минулого, а з іншого — несе зовсім інші функції, уособлює «шведськість». Особливо це стосується шведського національного костюму, хоча головним принципом є повернення до минулого[23].
- Сучасні шведи полюбляють носити темний одяг серед молоді чи яскравий одяг серед осіб похилого віку. Людей похилого віку шведи називають «срібні голови» за сивоволосість. Діловий — класичний одяг у чоловіків, і строгий — для жінок, не дуже яскравий модної довжини і силуету[24].
- Швеція в останні роки проявляє інтерес до індустрії моди відомих брендів, таких як «Hennes & Mauritz» («H&M»), «J.Lindeberg» («JL»), «Gina Tricot», «Tiger of Sweden», «Acne Jeans», і «Filippa K». Проте, ці компанії у Швецію переважно імпортують товари з Європи та Америки, продовжуючи тенденцію шведського бізнесу з багатонаціональною економічною залежністю, як роблять і багато сусідів Швеції. Нове покоління шведських модних марок, що з'явилися і отримують визнання: «Diana Orving», «Odd Molly», «WESC», «Whyred», «Hope», «Nakkna», «Velour», «Carin Wester», «Ida Sjöstedt», «Fifth Avenue Shoe Repair», «Acne», «Cheap Monday», «Nudie Jeans» і «The Local Firm»[25]

## Шведська родина
- «Стокгольмський шлюб» (іноді переплутане з поняттям «шведська сім'я», не означає тих, хто просто мешкає в Стокгольмі живучи у шлюбі) — легалізований союз декількох партнерів. Народжені діти в таких «комунах» стають спільними[26].

Шведи на статус шведської сім'ї мають різні погляди: шведських християнських родин — 57 %, інші популярні форми стосунків — «сарбо» та «самбо». Цей відгомін революційної «Епохи Свободи».
- У Швеції хлопець може залишитися у дівчини на ніч віком від 12-13 років . Звичай залишатися на ніч називався «ніч сватання» або «ліжко товариства»[джерело?]. Як дошлюбні статеві стосунки, так і велике число позашлюбних дітей були характерною особливістю шведського суспільства. Дуже часто селянські дівчата не виходили заміж до тих пір, поки не народжували або не вагітніли, бо це вважалося доказом того, що в майбутньому шлюбі вона буде мати дітей. І в наші дні в скандинавських країнах позашлюбні зв'язки широко розповсюджене явище. Якщо хлопець подобався дівчині, він міг відвідувати її по суботах і неділях досить довго — іноді протягом декількох років[29].
- Самбо — моногамне співжиття двох різностатевих осіб без юридичного та релігійного оформлення шлюбу, народження дітей у них, котрі межшкають на одній житловій площі разом, та ведуть спільний побут. Про що ставиться до відома податкова служба Швеції. Отримують права успадкування майна так само як в юридично зареєстрованім шлюбі. Аліменти на дітей отримує мати при розірвані такої форми стосунків. Статистично самбо розпадається у два-три рази частіше, ніж законні шлюби[30].
- Сарбо — це коли подружжя (юридично і релігійно), бувши в законному шлюбі і маючи спільних дітей, не мають співжиття в однім домі, не живуть в одній квартирі, не ведуть спільного побутового життя. Юридичне розлучення шлюбу можна отримати з першою ж заявою, якщо подружжя бездітне. Але якщо є діти, тоді їм дається час на обдумування їх рішення: рівно шість місяців. У цей час вони і живуть, як правило в формі «сарбо».[31].
- Одностатеві стосунки — гомосексуальні, лесбійські та трансексуальні. Швеція також підписала міжнародну угоду про надання статусу біженців переслідуваним в інших країнах світу за їх сексуальну орієнтацію. Традиційні толерантність та політкоректність. Законом надано право одностатевим парам на усиновлення (удочеріння) дітей при умові юридичної та релігійної реєстрації ними зв'язків[32].